# Sidymella lampei
Sidymella lampei är en spindelart som först beskrevs av Embrik Strand 1913.  Sidymella lampei ingår i släktet Sidymella och familjen krabbspindlar.
Artens utbredningsområde är Victoria, Australien. Inga underarter finns listade i Catalogue of Life.